# Cookie Belcher
Segado Cortez Belcher, detto Cookie (Mexico, 25 giugno 1978), è un ex cestista statunitense.